# Lake City (Tennessee)
Lake City é uma cidade  localizada no estado norte-americano de Tennessee, no Condado de Anderson e Condado de Campbell.

## Demografia
Segundo o censo norte-americano de 2000, a sua população era de 1888 habitantes.
Em 2006, foi estimada uma população de 1859, um decréscimo de 29 (-1.5%).

## Geografia
De acordo com o United States Census Bureau tem uma área de
4,1 km², dos quais 4,1 km² cobertos por terra e 0,0 km² cobertos por água. Lake City localiza-se a aproximadamente 303 m acima do nível do mar.

## Localidades na vizinhança
O diagrama seguinte representa as localidades num raio de 20 km ao redor de Lake City.